# Pont Frederick-Coburn
Le pont Frederick-Coburn est un pont routier situé en Estrie qui relie la ville de Richmond au secteur de Melbourne en enjambant la rivière Saint-François.

## Description
Le pont est emprunté par les routes 116, 143 et 243. Il comporte deux voies de circulation, soit une voie par direction. Environ 6000 véhicules empruntent le pont quotidiennement.

## Toponymie
Le nom du pont rappelle Frederick Coburn (1871-1960) qui était peintre et était reconnu pour ses peintures représentant des paysages de la région.